# Lindersee
Lindersee är en sjö i Österrike.   Den ligger i förbundslandet Steiermark, i den östra delen av landet, 190 km sydväst om huvudstaden Wien. Lindersee ligger 2 130 meter över havet.
I omgivningarna runt Lindersee växer i huvudsak blandskog. Runt Lindersee är det ganska glesbefolkat, med 42 invånare per kvadratkilometer.